# Totju Andonow
Totju Andonow, bulgarisch Тотю Андонов, (* 9. Februar 1958 in Stara Sagora) ist ein ehemaliger bulgarischer Ringer. Er war im Jahre 1981 Europameister im griechisch-römischen Stil im Papiergewicht.

## Werdegang
Totju Andonow begann als Jugendlicher in seiner Heimatstadt mit dem Ringen und entwickelte sich zu einem herausragenden Ringer im griechisch-römischen Stil. Er war sehr leicht und rang während seiner ganzen Karriere im Papiergewicht, der Gewichtsklasse bis 48 kg Körpergewicht. Während seiner ganzen Laufbahn bei den Senioren hatte er es in Bulgarien in seiner Gewichtsklasse mit harter Konkurrenz zu tun. Zunächst waren dies Stefan Angelow, Pawel Christow und Georgi Georgijew, dann, ab 1982, waren es Bratan Zenow und Ortze Ortzew.
1978 absolvierte er seinen ersten Start bei einer internationalen Meisterschaft. Er wurde dabei in Oulu Junioren-Europameister (Espoirs = Altersgruppe bis zum 20. Lebensjahr) vor Timor Taimuras Kasaraschwili, UdSSR und Roman Kierpacz, Polen. Sein erster Einsatz bei den Senioren erfolgte bei der Europameisterschaft 1980 in Prievidza. Er erreichte dort mit vier Siegen und zwei Niederlagen den 3. Platz. Dabei besiegte er u. a. Freddy Scherer aus der Bundesrepublik Deutschland und verlor gegen Saksylik Uschkempirow aus der UdSSR und gegen Roman Kierpacz. Bei den Olympischen Spielen 1980 in Moskau vertrat Pawel Christow Bulgariens Farben im Papiergewicht.
Totju Andonow war dann bei der Europameisterschaft 1981 in Göteborg wieder am Start. Er besiegte dort Reijo Haaparanta aus Finnland, Jon Rønningen aus Norwegen, Vincenzo Maenza aus Italien, Salih Bora aus der Türkei und Wiktor Sawtschuk aus der UdSSR. Bei der Weltmeisterschaft des gleichen Jahres in Oslo traf Torio Andonow nach einem Sieg über Reijo Haaparanta in der 2. Runde auf den Olympiasieger von 1980 Saksylik Uschkempirow und unterlag diesem nach ausgeglichenem Kampf knapp mit 8:9 techn. Punkten. Danach siegte er noch über Vincenzo Maenza und Ferenc Seres aus Ungarn, verspielte aber eine Medaille durch eine überraschende Niederlage gegen Leszek Majkowski aus Polen. Er belegte schließlich auf dem 5. Platz.
Im Jahre 1982 wurde Totju Andonow noch bei der Europameisterschaft in Warna eingesetzt. Er kam dort hinter Wassili Anikin aus der UdSSR und Csaba Vadász aus Ungarn auf den 3. Platz und ließ Jon Rønningen, Salih Bora und Freddy Scherer hinter sich. Bei der Weltmeisterschaft 1982 setzte Bulgarien im Papiergewicht Bratan Zenow ein, der auch in den folgenden Jahren meist Bulgariens Starter in dieser Gewichtsklasse war. Totju Andonow bekam bei internationalen Meisterschaften keine Chance mehr, war aber auf nationaler Ebene noch einige Jahre aktiv.

## Internationale Erfolge
| Jahr | Platz | Wettbewerb                            | Gewichtsklasse | |
| 1978 | 1.    | Junioren-EM (Espoirs) in Oulu         | Papier         | vor Timor Taimuras Kasaraschwili, UdSSR, Roman Kierpacz, Polen, Vaclav Janota, ČSSR u. Giuseppe Caltabiano, Italien                                                                                    |
| 1979 | 2.    | Klippan-Turnier                       | Papier         | hinter Pawel Christow, Bulgarien, vor Mansson, Schweden u. Roman Kierpacz |
| 1980 | 3.    | EM in Prievidza                       | Papier         | mit Sieg über Vaclav Janota, Niederlage gegen Saksylik Uschkempirow, UdSSR, Siegen über Kent Andersson, Schweden, Ferenc Seres, Ungarn u. Freddy Scherer, BRD u. einer Niederlage gegen Roman Kierpacz |
| 1981 | 2.    | Klippan-Turnier                       | Papier         | hinter Bojko, UdSSR, vor Jon Rønningen, Norwegen |
| 1981 | 1.    | Großer Preis der BRD in Aschaffenburg | Papier         | vor Wieslaw Kucinski, Polen, Timor Taimuras Kasaraschwili, T.J. Jones, USA u. Mihai Cișmaș, Rumänien                                                                                                   |
| 1981 | 1.    | EM in Göteborg                        | Papier         | mit Siegen über Kent Andersson, Jon Rønningen, Vincenzo Maenza, Italien, Salih Bora, Türkei u. Wiktor Sawtschuk, UdSSR                                                                                 |
| 1981 | 5.    | WM in Oslo                            | Papier         | mit Sieg über Reijo Haaparanta, Finnland, Niederlage gegen Saksylik Uschkempirow, Sieg über Vincenzo Maenza, Niederlage gegen Leszek Majkowski, Polen u. Sieg über Ferenc Seres                        |
| 1982 | 3.    | EM in Warna                           | Papier         | hinter Wassili Anikin, UdSSR u. Csaba Vadász, Ungarn, vor Lars Rønningen, Salih Bora u. Freddy Scherer                                                                                                 |
| 1983 | 1.    | Großer Preis der BRD in Aschaffenburg | Papier         | vor Markus Scherer, BRD, Bükk Anders, Schweden und Jan Falandys, Polen |
| 1988 | 1.    | TUL-Turnier in Vantaa/Finnland        | Papier         | vor Samsetdin Abbasow, UdSSR u. Jan Ulbrich, DDR |

Anm.: alle Wettbewerbe im griechisch-römischen Stil, WM = Weltmeisterschaft, EM = Europameisterschaft, Papiergewicht, damals bis 48 kg Körpergewicht